# X Cabil
X Cabil är en ort i Mexiko.   Den ligger i kommunen José María Morelos och delstaten Quintana Roo, i den östra delen av landet, 1 100 km öster om huvudstaden Mexico City. X Cabil ligger 30 meter över havet och antalet invånare är 1 087.
Terrängen runt X Cabil är mycket platt. Runt X Cabil är det mycket glesbefolkat, med 4 invånare per kvadratkilometer. Närmaste större samhälle är Chikindzonot, 18,9 km norr om X Cabil. I omgivningarna runt X Cabil växer i huvudsak städsegrön lövskog.